# Eros Poli
Eros Poli (Isola della Scala, 6 de agosto de 1963) fue un ciclista italiano que normalmente trabajaba de gregario para los líderes de los equipos en los cuales militó, especialmente como preparador de los sprints de grandes velocistas como Mario Cipollini.
Aunque fue un corredor de equipo, dedicado generalmente a tareas secundarias, durante la decimoquinta etapa del Tour de Francia de 1994, y aprovechando que Cipollini, su jefe de filas, se había retirado de la carrera y que, por tanto, no tenía que hacer trabajo de equipo, protagonizó una escapada en solitario que, después de 171 km en solitario, ganaría la etapa. 
Poli formó parte del equipo italiano que consiguió la medalla de oro en la modalidad de carreras por equipos en los Juegos Olímpicos de Los Ángeles, en 1984, junto a Claudio Vandelli, Marcello Bartalini y Marco Giovannetti.
Al preguntarle los periodistas sobre cuál quería que fuese su epitafio, Poli respondió Aquí descansa Eros Poli, famoso per ser alto y acabar último en el Giro de Italia. Actualmente, Poli regenta un bar de vinos en la ciudad italiana de Verona.

## Palmarés
1984
- Campeonato Olímpico 100 km Contrarreloj por Equipos (con Marcello Bartalini, Marco Giovannetti y Claudio Vandelli)

1985
- 3º en el Campeonato del mundo en contrarreloj por equipos (con Massimo Podenzana, Marcello Bartalini y Claudio Vandelli)

1986
- 2º en el Campeonato del mundo en contrarreloj por equipos (con Massimo Podenzana, Flavio Vanzella y Mario Scirea)

1987
- Campeón del mundo en contrarreloj por equipos (con Roberto Fortunato, Mario Scirea y Flavio Vanzella)

1988
- Gran Premio Industria y Commercio Artigianato Carnaghese

1994
- 1 etapa en el Tour de Francia y Premio de la Combatividad

## Resultados en grandes vueltas ciclistas y Campeonatos del Mundo de Ciclismo en Ruta
| Carrera         | 1991  | 1992  | 1993  | 1994  | 1995  | 1996  | 1997  | 1998 | 1999 |
| --------------- | ----- | ----- | ----- | ----- | ----- | ----- | ----- | ---- | ---- |
| Giro de Italia  | 129.º | 148.º | 131.º | 98.º  | -     | -     | -     | -    | -    |
| Tour de Francia | -     | Ab.   | -     | 115.º | 114.º | 127.º | 134.º | 86.º | -    |
| Vuelta a España | -     | -     | -     | -     | 105.º | -     | Ab.   | -    | -    |
| Mundial en Ruta | -     | -     | -     | -     | -     | -     | -     | -    | -    |